# 玉島市
玉島市（たましまし）は、かつて岡山県南部にあった市である。1967年（昭和42年）2月1日に倉敷市・児島市と合併し廃止された。現在は同市の玉島地域となり、倉敷市役所玉島支所が置かれている。ここでは、市制施行前の名称である浅口郡玉島町（たましまちょう）についても述べる。

## 沿革
- 1889年（明治22年）6月 - 町村制の施行により、以下の自治体が誕生。
  - 長尾村と爪崎村が合併、長尾村となる。
  - 八島村と道越村が合併、池田村となる。
  - 道口村と富村が合併、道口村となる。
  - 吉備郡の陶村と服部村が合併、穂井田村となる。
  - 玉島村と上成村が合併、玉島村となる。
  - 勇崎村と柏島村が合併、柏崎村となる。
  - 乙島村と阿賀崎村がそれぞれ単独村制を施行する。
- 1897年（明治31年）5月 - 玉島村と阿賀崎村が合併、玉島町となる。
- 1902年（明治35年）9月 - 玉島町に乙島村と柏崎村が編入。
- 1952年（昭和27年）1月1日 - 玉島町が市制施行（玉島市の成立）。阿賀崎・玉島・上成・乙島・柏島・勇崎の6大字があった。
- 1953年（昭和28年）2月11日 - 玉島市に長尾町が編入。
- 1953年（昭和28年）4月1日 - 玉島市に富田村と黒崎町が編入。
- 1956年（昭和31年）4月1日 - 玉島市に吉備郡穂井田村（服部の一部除く）が編入。
- 1967年（昭和42年）2月1日 - 玉島、倉敷（旧）、児島市の3市が合併し、倉敷市（新）となる。

## 行政

### 歴代市長
特記なき場合『岡山県歴史人物事典』による。
| 代 | 氏名     | 就任                     | 退任                      | 備考       |
| -- | -------- | ------------------------ | ------------------------- | ---------- |
| 1  | 堀口功   | 1952年（昭和27年）1月1日 | 1959年（昭和34年）4月30日 | 旧玉島町長 |
| 2  | 滝澤義夫 | 1959年（昭和34年）5月1日 | 1967年（昭和42年）1月31日 | 廃止       |